# The Rugby Championship 2017
Il Rugby Championship 2017 (in inglese 2017 Rugby Championship) fu la 6ª edizione del torneo annuale di rugby a 15 tra le squadre nazionali di Argentina, Australia, Nuova Zelanda e Sudafrica nonché la 22ª assoluta del torneo annuale internazionale di rugby a 15 dell'Emisfero Sud.
Si tenne dal 19 agosto al 7 ottobre 2017 e fu vinto per la quindicesima volta dalla Nuova Zelanda.
A seguito di accordi commerciali di sponsorizzazione, in Argentina il torneo fu noto come 2017 Personal Rugby Championship, in Australia come 2017 Castrol Edge Rugby Championship, in Nuova Zelanda come 2017 Investec Rugby Championship e in Sudafrica come 2017 Castle Rugby Championship.
Dal punto di vista tecnico il torneo non riservò sorprese: la Nuova Zelanda si riconfermò la migliore squadra del momento vincendo tutti e sei gli incontri del suo quindicesimo titolo e infliggendo al Sudafrica durante il cammino la sua peggiore sconfitta di sempre, 57-0 a North Shore che faceva seguito al 57-15 con cui gli All Blacks avevano battuto lo stesso avversario a Durban l'anno prima; la garanzia del titolo giunse alla fine del penultimo turno allorquando Australia e Sudafrica, pareggiando dopo la vittoria neozelandese per 36-10 in Argentina, si estromisero reciprocamente dalla lotta, sia pur solo matematica, per la vittoria finale.
Fu la prima edizione a tenersi dopo le modifiche regolamentari introdotte a novembre 2016 da World Rugby la più rilevante delle quali, per quanto riguarda il punteggio in campo, era costituita dall'introduzione dell'automatica concessione di 7 punti per la meta tecnica senza più la necessità di ricorrere alla trasformazione; per l'emisfero Sud tali modifiche entrarono in vigore dal 1º agosto 2017, in tempo quindi per l'edizione successiva di Championship, ferme restando le altre marcature, che non cambiavano valore.

## Nazionali partecipanti e sedi
| Squadra       | Città                                      | Impianto interno                                                            |
| ------------- | ------------------------------------------ | --------------------------------------------------------------------------- |
| Argentina     | Buenos Aires Mendoza Salta                 | Stadio José Amalfitani Stadio Malvinas Argentinas Stadio Ernesto Martearena |
| Australia     | Canberra Perth Sydney                      | Canberra Stadium Perth Oval Stadium Australia                               |
| Nuova Zelanda | Dunedin New Plymouth North Shore           | Forsyth Barr Stadium Yarrow Stadium North Harbour Stadium                   |
| Sudafrica     | Bloemfontein Città del Capo Port Elizabeth | Free State Stadium Newlands Stadium Nelson Mandela Bay Stadium              |

## Risultati

### 1ª giornata
| Arbitro: | Wayne Barnes |

|                                            |      |                                                                                         |
| Rona 52’ Kuridrani 55’ Beale 61’ Folau 68’ | mt   | 9’ Squire 18’, 21’ R. Ioane 24’, 40’ Crotty 34’ S.B. Williams 43’ McKenzie 48’ B. Smith |
| Foley 52’, 55’, 61’, 68’                   | tr   | 9’, 21’, 24’, 34’, 40’, 43’, 48’ B. Barrett                                             |
| Bernard Foley 4’, 16’                      | c.p. |                                                                                         |

| Arbitro: | Romain Poite |

|                                             |      |                          |
| Skosan 36’ Rhule 51’ Kolisi 65’ du Toit 71’ | mt   | 31’ Landajo 58’ Boffelli |
| Jantjies 36’, 51’, 65’, 71’                 | tr   | 58’ Hernández            |
| Jantjies 11’, 19’, 48’                      | c.p. | 44’ Sánchez              |

### 2ª giornata
| Arbitro: | Nigel Owens |

|                                                            |    |                                                   |
| R. Ioane 21’ A. Smith 40’ B. Barrett 60’, 77’ B. Smith 70’ | mt | 1’ Folau 10’ Hooper 14’ Foley 66’ Genia 76’ Beale |
| B. Barrett 21’, 40’, 60’, 70’, 77’                         | tr | 10’, 76’ Foley                                    |

| Arbitro: | Pascal Gaüzère |

|                                |      |                                                            |
| Moyano 27’ Moroni 58’          | mt   | 19’, 48’ Kolisi 38’ Jantjies 56’ tecnica 77’ J.L. du Preez |
| Hernández 27’ Sánchez 59’      | tr   | 19’, 38’, 48’, 77’ Jantjies                                |
| Boffelli 3’, 60’ Hernández 43’ | c.p. | 27’, 71’ Jantjies                                          |

### 3ª giornata
| Arbitro: | Angus Gardner |

|                                                                                     |      |                                    |
| Milner-Skudder 7’ Lienert-Brown 17’ Dagg 36’ Fifita 50’ McKenzie 62’ B. Barrett 77’ | mt   | 40’ Sánchez                        |
| Sopoaga 50’, 62’, 77’                                                               | tr   | 40’ Sánchez                        |
| Sopoaga 69’                                                                         | c.p. | 13’, 49’ Sánchez 24’, 42’ Boffelli |
|                                                                                     | drop | 28’ Sánchez                        |

| Arbitro: | Glen Jackson |

|                          |      |                       |
| Beale 27’ Polota-Nau 46’ | mt   | 24’ Kriel 58’ Marx    |
| Foley 27’, 46’           | tr   | 24’, 58’ Jantjies     |
| Foley 7’, 40’, 69’       | c.p. | 3’, 53’, 67’ Jantjies |

### 4ª giornata
| Arbitro: | Nigel Owens |

| |      |  |
| R. Ioane 16’ Milner-Skudder 20’, 52’ S. Barrett 34’ Retallick 36’ Tu’ungafasi 64’ Sopoaga 73’ C. Taylor 80’ | mt   |  |
| B. Barrett 16’, 20’, 34’, 36’, 64’, 73’, 80’                                                                | tr   |  |
| B. Barrett 13’                                                                                              | c.p. |  |

| Arbitro: | John Lacey |

|                                                         |      |                        |
| Folau 29’, 52’ Kepu 48’ Genia 72’ Phipps 74’ Uelese 80’ | mt   | 24’ Landajo 77’ Moroni |
| Foley 29’, 48’, 52’, 72’, 74’, 80’                      | tr   | 24’, 77’ Sánchez       |
| Bernard Foley 6’                                        | c.p. | 15’, 37’ Sánchez       |

### 5ª giornata
| Arbitro: | Ben O'Keeffe |

|                                      |      |                              |
| Dreyer 20’ Serfontein 42’ Skosan 49’ | mt   | 10’ Folau 45’, 56’ Koroibete |
| Jantjies 20’, 42’, 49’               | tr   | 10’, 45’, 56’ Foley          |
| Jantjies 26’, 69’                    | c.p. | 22’, 34’ Foley               |

| Arbitro: | Jaco Peyper |

|                |      |                                                    |
| Leguizamón 53’ | mt   | 6’, 26’ K. Read 16’ McKenzie 19’ Naholo 80’ Havili |
| Sánchez 53’    | tr   | 16’, 19’, 26’, 80’ B. Barrett                      |
| Sánchez 4’     | c.p. | 3’ B. Barrett                                      |

### 6ª giornata
| Arbitro: | Jérôme Garcès |

|                                       |      |                                      |
| Cronjé 43’ J.L. du Preez 64’ Marx 79’ | mt   | 32’ Crotty 59’ R. Ioane 69’ McKenzie |
| Jantjies 43’, 79’ Handré Pollard 64’  | tr   | 59’, 69’ Sopoaga                     |
| Jantjies 9’                           | c.p. | 11’ B. Barrett 77’ Sopoaga           |

| Arbitro: | Mathieu Raynal |

|                                    |      |                                                  |
| Alemanno 24’ González Iglesias 56’ | mt   | 19’ Koroibete 33’, 77’ Hodge 51’ Foley 60’ Genia |
| Sánchez 24’, 56’                   | tr   | 51’, 60’, 77’ Foley                              |
| Sánchez 29’, 37’                   | c.p. | 14’, 70’ Foley                                   |

## Classifica
| Pos | Squadra       | G | V | N | P | PF  | PS  | DP   | BMP | Pt |
| --- | ------------- | - | - | - | - | --- | --- | ---- | --- | -- |
| 1   | Nuova Zelanda | 6 | 6 | 0 | 0 | 246 | 119 | +127 | 4   | 28 |
| 2   | Australia     | 6 | 2 | 2 | 2 | 195 | 179 | +16  | 3   | 15 |
| 3   | Sudafrica     | 6 | 2 | 2 | 2 | 152 | 170 | −18  | 2   | 14 |
| 4   | Argentina     | 6 | 0 | 0 | 6 | 110 | 235 | −125 | 0   | 0  |